# Banque Toronto-Dominion
Pour les articles homonymes, voir Dominion (homonymie) et TD.
La Banque Toronto-Dominion (TD Bank), qui fait partie du Groupe financier Banque TD (TD Bank Financial Group), est une des plus importantes institutions financières au Canada. La Banque Toronto-Dominion est une banque à charte assujettie aux dispositions de la Loi sur les banques du Canada. Elle fut la première banque canadienne provenant de Toronto lors de sa fondation en 1855. La banque a aussi des considérables opérations aux États-Unis et elle constitue une des grandes compagnies dans le domaine des assurances au Canada.

## Histoire
Banque Toronto-Dominion est issue de la fusion, le 1er février 1955, de la Banque de Toronto, qui a obtenu une charte en 1855, et de la Banque Dominion, dont la charte remonte à 1869.

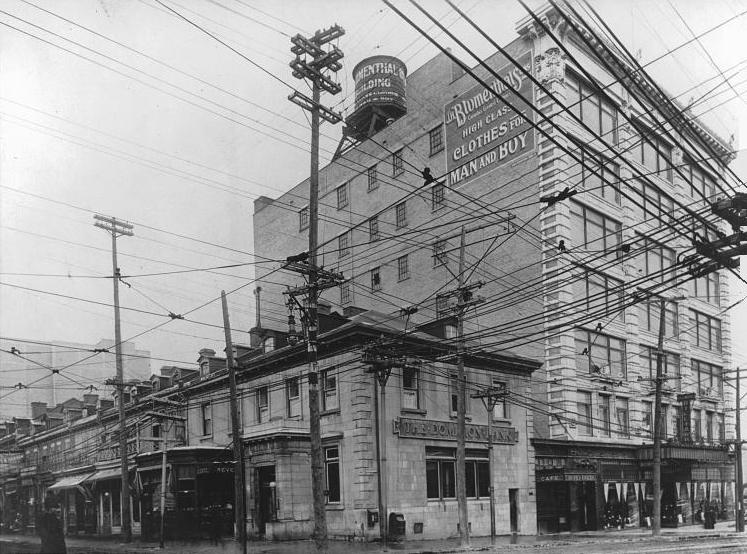
Banque Dominion, Montréal, 1915

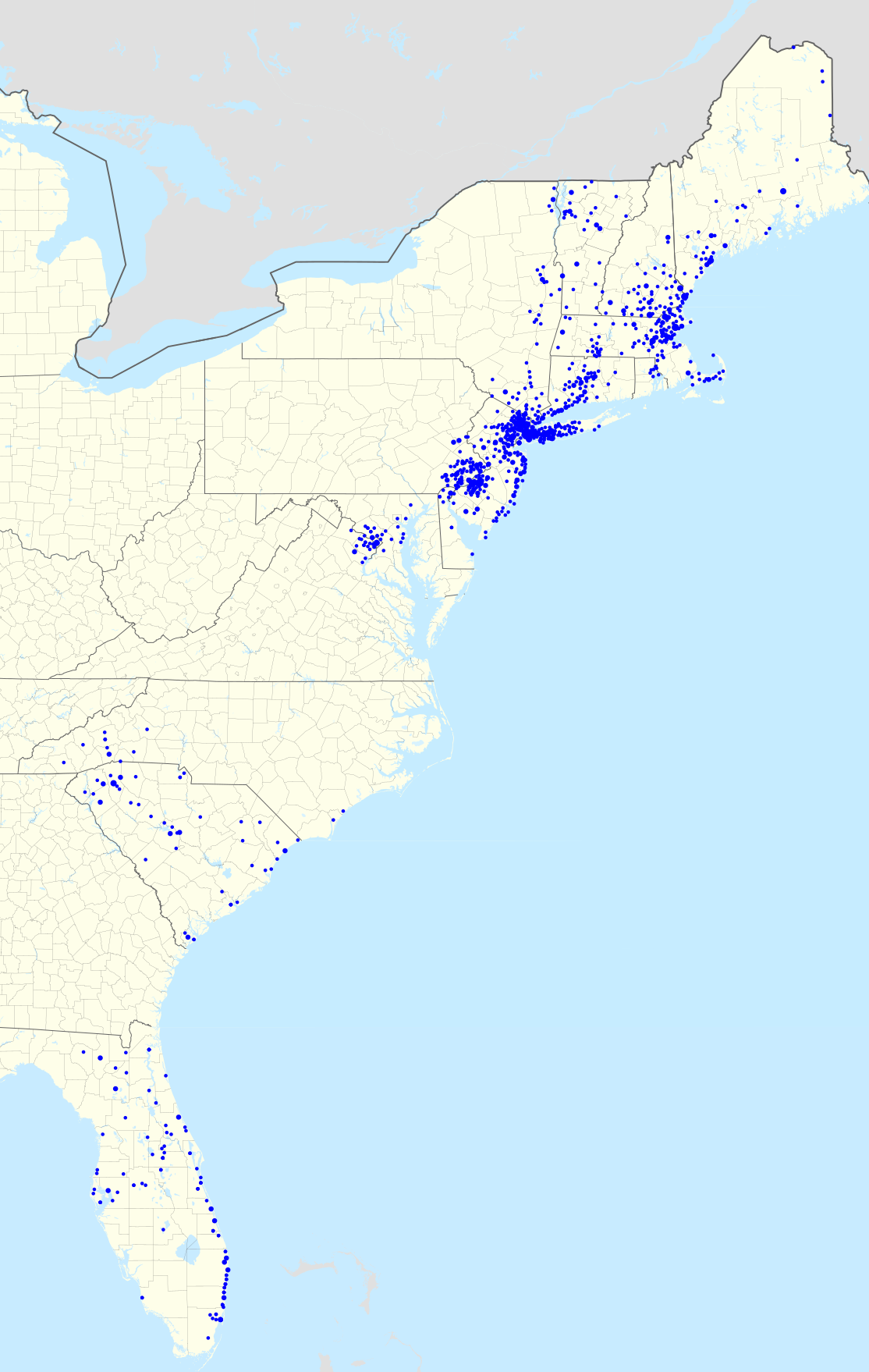
Carte des implantations de la Banque Toronto-Dominion aux États-Unis en 2010.

### Histoire récente
En avril 1998, Banque Toronto-Dominion annonce son intention de fusionner avec la Canadian Imperial Bank of Commerce, ce qui créerait une banque de 74 000 employés avec 460 milliards de dollars d'actifs gérés,. Les autorités gouvernementales et chargées de la concurrence expriment leurs oppositions à cette fusion. Finalement le ministre de la finance canadien Paul Martin s'oppose à cette fusion et dans le même temps il s'oppose à l'acquisition de Bank of Montreal par Royal Bank of Canada annoncé en janvier 1998.
En 1999, Toronto-Dominion annonce l'acquisition de Canada Trust pour 8 milliards de dollars. Cette acquisition est pleine réalisée le 1er février 2000 et les activités de Canada Trust prennent le nom de TD Canada Trust.
En août 2004, Toronto-Dominion acquiert 51 % de Banknorth pour 3,8 milliards de dollars. Banknorth est présent essentiellement en Nouvelle-Angleterre, notamment dans le Maine et à Boston, avec près de 400 agences au total. Elle est issue d'une série d'acquisitions successives de petites banques dans les années 2000. À la suite de cette opération, Banknorth est renommé TD Banknorth.
En 2007, Toronto-Dominion acquiert les 43 % de participations qu'il ne détenait pas encore dans TD Banknorth pour 3,2 milliards de dollars.
En 2007, Toronto-Dominion acquiert Commerce Bancorp pour 8,5 milliards de dollars, payable en 75 % de liquidité et 25 % d'action, doublant la présence de TD aux États-Unis. Commerce Bancorp emploie alors 15 000 employés, en étant présent à New York, Philadelphie, Washington et en Floride,,.
En 2008, à la suite de cette dernière acquisition, TD renomme l'ensemble de ses activités américaines sous le nom de TD Bank, après avoir voulu utiliser le nom TD Commerce Bank, mais n'a pu utiliser la marque Commerce Bank dans le Maine à la suite d'une décision de justice,.
En décembre 2010, Toronto-Dominion acquiert Chrysler Financial, la branche financière de Chrysler, spécialisée dans les prêts automobiles, pour 6,3 milliards de dollars en liquidité à Cerberus Capital Management,,.
En août 2011, TD achète le « portefeuille de MBNA Canada, une filiale de la Bank of America », pour une somme au comptant de 7,5 milliards de dollars canadien tout en prenant en charge un passif de 1,1 milliard de dollars canadien. MBNA Canada détient « le quatrième plus important portefeuille de crédit au Canada » À ce moment la Toronto-Dominion possède 1 285 agences aux États-Unis et 1 131 au Canada alors qu'il possède 23 447 emplois aux États-Unis et 34 281 emplois au Canada.
En mai 2015, TD acquiert les activités bancaires et de cartes de crédit de Nordstrom pour un montant inconnu.
En octobre 2016, TD Ameritrade annonce l'acquisition de Scottrade, également une société de courtage en bourse, pour 4 milliards de dollars. Dans cette opération, il est convenu que la Banque Toronto-Dominion acquiert les activités bancaires de Scottrade pour 1,3 milliard de dollars, et que TD Ameritrade acquiert les activités non-bançaires pour 2,7 milliards de dollars. À la suite de cela, le directeur de TD Ameritrade, annonce que le nouvel ensemble créé qui comptera 600 agences et près de 10 000 employés, et qu'il réduira le nombre d'agences de 25 % et le nombre d'employés de 20 %.
En novembre 2019, TD est désignée banque systémique mondiale.
En février 2022, TD annonce l'acquisition de First Horizon Corporation, une banque américaine basée dans le Tennessee et présente dans le Sud-Est des États-Unis, pour 13,4 milliards de dollars, devenant après cette opération la 6e plus grosse banque des États-Unis.

## Activités
Les trois secteurs d'activités clés de la compagnie comprennent les services bancaires aux particuliers et commerciaux, notamment TD Canada Trust; la gestion du patrimoine, incluant les activités mondiales de TD Waterhouse; et les services bancaires en gros, nommément Valeurs Mobilières TD, laquelle œuvre au sein de centres financiers importants partout sur la planète.
La Banque TD et ses sociétés affiliées emploient aujourd'hui plus de 52 000 personnes à l'échelle internationale, desservant plus de 22 millions de clients.

### MBNA
La MBNA est une division de la Banque TD, qui se spécialise dans les affaires des cartes de crédit.